# Grañena (Lérida)
Grañena o Grañena de Cervera, oficialmente y en catalán Granyena de Segarra, es un municipio español de la provincia de Lérida, situado en el sudoeste de la comarca de la Segarra, Cataluña. El núcleo urbano está situado al pie de las ruinas del castillo templario de Grañena y en sus afueras se encuentra el santuario del Camino. Cuenta con una población de 145 habitantes (INE 2024).

## Demografía
Cuenta con una población de 145 habitantes (INE 2024).
| Gráfica de evolución demográfica de Grañena entre 1842 y 2021 |
| |
| Población de derecho según los censos de población del INE Población de hecho según los censos de población del INEEn estos censos se denominaba Grañena: 1842, 1857, 1860, 1877, 1887, 1897, 1900, 1910, 1920, 1930, 1940, 1950, 1960, 1970 y 1981 |

| 1900 | 1930 | 1950 | 1970 | 1981 | 1986 |
| ---- | ---- | ---- | ---- | ---- | ---- |
| 527  | 503  | 419  | 279  | 217  | 206  |

## Lugares de interés
- Castillo templario de los siglos siglo XI-siglo XII. Fue la primera edificación en Cataluña de la orden del Temple. Se halla casi en ruinas, aunque conserva todavía gran parte de los espacios incluidos pasadizos.
- Ermita de Santa María del Camino.